# Страхове відшкодування
Страхове́ відшкодува́ння — грошова сума, що виплачується страховиком за умовами майнового страхування і страхування відповідальності з настанням страхового випадку. Необхідним є встановлення ліміту відповідальності страховика С. в. не може перевищувати розміру прямого збитку, якого зазнав страхувальник. Непрямі збитки вважаються застрахованими, якщо це передбачено договором страхування. У разі, коли страхова сума становить певну частку вартості застрахованого об'єкта, С. в. виплачується у такій же частці від визначених по страховій події збитків, якщо інше не передбачено умовами страхування.